# シャム (競走馬)
シャム（Sham、1970年 - 1993年）とは、アメリカ合衆国のサラブレッドの競走馬、および種牡馬。1973年のアメリカクラシック三冠路線において、セクレタリアトと対戦した馬の一頭である。

## 経歴

### 幼駒時代
クレイボーンファームで生まれたサラブレッドで、父プリテンスはサンタアニタハンデキャップの勝ち馬、母セコイアはスピナウェイステークスの勝ち馬であった。
2歳時に競走馬としてデビューするが、デビューから3戦は勝利を挙げることができなかった。クレイボーンファーム総帥のアーサー・ハンコック2世が亡くなったことを受け、1972年11月に行われたクレイボーンファームの放出競り市にシャムも出品され、ここで20万ドルでジークムント・ソマーに購入された。調教師もフランク・マーティンに替わり、ジークムントの勝負服で挑んだ未勝利戦において初勝利を挙げた。
年が明けて3歳、年初のシャムは西海岸で競走生活を送った。アローワンス（下級条件戦）を2勝したあとにサンタカタリーナステークスに挑戦、これを制して初の重賞（グレード競走）勝ちを収めた。サンフェリペステークスで4着に入ったあと、僚馬ナイトリードーンとともにG1競走初挑戦となるサンタアニタダービーへと出走、優勝してG1馬の称号を手に入れた。

### クラシック戦線
4月、シャムはナイトリードーンとともに東海岸へと遠征、ケンタッキーダービー直前のプレップレースであるウッドメモリアルステークスに出走した。この競走には、前年のエクリプス賞最優秀2歳牡馬にして年度代表馬のセクレタリアトが出走していたが、断然の1番人気であったセクレタリアトに先着し、2着を確保した。
しかし、セクレタリアトに先着したのは、それが最初で最後であった。ケンタッキーダービーでは、ダート1マイル4分の1（10ハロン・約2012メートル）を2分を切るタイムで走破したにもかかわらず、その先を行ったセクレタリアトに2馬身半差の2着に敗れた。ほかに2分を切るタイムで走破した馬は2001年のケンタッキーダービー馬モナーコスだけである。続くプリークネスステークスでも同じ着順、同じ着差で敗れる。両レースの3着馬はアワネイティヴであり、着差はともに8馬身突き放している。ベルモントステークスでは殺人的なハイペースで先頭を走るセクレタリアトに並んで追いかけたが、途中で限界が来てずるずる後退。31馬身差の歴史的大差で優勝したセクレタリアトから遠く離された最下位の5着に沈んだ。
この競走からほどなくして、シャムは調教中に管骨を骨折した。手術こそうまくいったものの、3歳シーズン半ばにして引退を余儀なくされた。

### 引退後
引退後はスペンドスリフトファームに繋養され、1974年より種牡馬として供用開始された。生涯に出したステークス競走勝ち馬は47頭、また初期からG1馬を輩出するなど、それなりの成功を収めてその能力を改めて証明した。しかし牝馬の活躍馬が多かったことから後継の種牡馬は少なく、その数少ない子孫もすでにおもな舞台からは姿を消している。
アメリカ国内でのおもな活躍馬に、スピナウェイステークス勝ちのシェリーペッパー（1975年生・牝馬）、ラカナダステークス優勝馬のセーフプレイ（1975年生・牝馬）、オークリーフステークスに勝ったアーウィーハビングファンイエット（1975年生・牝馬）などがいる。
アメリカ国外の産駒としては、アイリッシュ2000ギニー優勝馬ジャーゼイロ（1975年生・牡馬）が代表的である。日本でも産駒は登録されており、1991年の京都記念優勝馬プリンスシンなどがいる。
ほか、シャムをブルードメアサイアーに持つ馬に、エイシンワシントンなどがいる。
晩年は1992年よりウォルマックファームに移って過ごし、1993年4月3日に同地で心不全を起こして死亡した。

## 評価

### おもな勝鞍
※1973年よりグレード制導入開始
1972年（2歳） 4戦1勝
1973年（3歳） 9戦4勝
サンタカタリーナステークス (G2)、サンタアニタダービー (G1)
2着 - ウッドメモリアルステークス (G1)、ケンタッキーダービー (G1)、プリークネスステークス (G1)

### 表彰
- サンタアニタパーク競馬場に、同馬の名を冠した「シャムステークス」 (G3) が創設される。

## 血統表
| シャムの血統（マンナ系（ファラリス系） / Selene 4x4x5=15.63%） | シャムの血統（マンナ系（ファラリス系） / Selene 4x4x5=15.63%） | シャムの血統（マンナ系（ファラリス系） / Selene 4x4x5=15.63%） | （血統表の出典）    | （血統表の出典） |
| 父 Pretense 1963 黒鹿毛 アメリカ                               | 父の父Endeavour 1942 鹿毛 アルゼンチン                         | British Empire                                                 | Colombo             | Colombo          |
| 父 Pretense 1963 黒鹿毛 アメリカ                               | 父の父Endeavour 1942 鹿毛 アルゼンチン                         | British Empire                                                 | Rose of England     |                  |
| 父 Pretense 1963 黒鹿毛 アメリカ                               | 父の父Endeavour 1942 鹿毛 アルゼンチン                         | Himalaya                                                       | Hunter's Moon       | Hunter's Moon    |
| 父 Pretense 1963 黒鹿毛 アメリカ                               | 父の父Endeavour 1942 鹿毛 アルゼンチン                         | Himalaya                                                       | Partenope           |                  |
| 父 Pretense 1963 黒鹿毛 アメリカ                               | 父の母Imitation 1951 栗毛 イギリス                             | Hyperion                                                       | Gainsborough        | Gainsborough     |
| 父 Pretense 1963 黒鹿毛 アメリカ                               | 父の母Imitation 1951 栗毛 イギリス                             | Hyperion                                                       | Selene              |                  |
| 父 Pretense 1963 黒鹿毛 アメリカ                               | 父の母Imitation 1951 栗毛 イギリス                             | Flattery                                                       | Winalot             | Winalot          |
| 父 Pretense 1963 黒鹿毛 アメリカ                               | 父の母Imitation 1951 栗毛 イギリス                             | Flattery                                                       | Fickle              |                  |
| 母 Sequoia 1955 青毛 アメリカ                                  | 母の父Princequillo 1940 鹿毛 アイルランド                      | Prince Rose                                                    | Rose Prince         | Rose Prince      |
| 母 Sequoia 1955 青毛 アメリカ                                  | 母の父Princequillo 1940 鹿毛 アイルランド                      | Prince Rose                                                    | Indolence           |                  |
| 母 Sequoia 1955 青毛 アメリカ                                  | 母の父Princequillo 1940 鹿毛 アイルランド                      | Cosquilla                                                      | Papyrus             | Papyrus          |
| 母 Sequoia 1955 青毛 アメリカ                                  | 母の父Princequillo 1940 鹿毛 アイルランド                      | Cosquilla                                                      | Quick Thought       |                  |
| 母 Sequoia 1955 青毛 アメリカ                                  | 母の母The Squaw 1939 鹿毛 フランス                             | Sickle                                                         | Phalaris            | Phalaris         |
| 母 Sequoia 1955 青毛 アメリカ                                  | 母の母The Squaw 1939 鹿毛 フランス                             | Sickle                                                         | Selene              |                  |
| 母 Sequoia 1955 青毛 アメリカ                                  | 母の母The Squaw 1939 鹿毛 フランス                             | Minnewaska                                                     | Blandford           | Blandford        |
| 母 Sequoia 1955 青毛 アメリカ                                  | 母の母The Squaw 1939 鹿毛 フランス                             | Minnewaska                                                     | Nipisiquit F-No.9-h |                  |